# Добромыслов, Василий Алексеевич
Василий Алексеевич Добромыслов (17 апреля 1892 — 2 мая 1965) — советский и российский учёный, педагог, филолог, кандидат педагогических наук, член-корреспондент Академии педагогических наук РСФСР.

## Биография
Родился Василий Добромыслов в Белозерске в 1892 году. В 1917 году завершил обучение в Петроградском историко-филологическом институте. В 1918 году начал свою педагогическую деятельность, преподавал русский язык и литературу в общественной гимназии города Хорол, в школах на станции Долгинцево, Сухуми, Москвы и Московской области. С 1938 года перешёл на научно-педагогическую работу в Москву. Стал заниматься педагогической работой и преподаванием в Московском государственном педагогическом институте им. В. И. Ленина. С 1941 года по 1965 годы работал в НИИ общего и политехнического образования Академии педагогических наук, где возглавлял сектор методики преподавания русского языка. Являлся членом-корреспондентом Академии педагогических наук РСФСР. 
Добромыслов активно занимался исследованиями взаимодействия развития речи и логического мышления ребёнка. Главное место в школьной педагогике он отводил систематическому преподаванию грамматики. На уроках по русскому языку у школьников, по его мнению, необходимо было развивать навыки абстрактного мышления, аналитические способности, "дисциплину мысли". Значимая роль отводилась различным видам разборов (синтаксическому, морфологическому, лексическому), а также комплексу грамматических упражнений и задач для самостоятельного решения. 
Добромыслов является автором свыше 80 книг и статей по вопросам развития речи, грамматики, пунктуации, а также общих вопросов методики преподавания русского языка.
Проживал в Москве. Умер 2 мая 1965 года. 